# Селеста Стар
Селеста Стар (англ. Celeste Star, род. 28 декабря 1985 года) — американская порноактриса итало-мексиканского происхождения. Член Зала славы AVN с 2018 года.

## Биография
Селеста росла сорванцом, а в старших классах была чирлидершей. В порноиндустрию пришла в 2004 году, в возрасте 19 лет. В июле 2005 года стала «Киской месяца» журнала Penthouse. Специализируется на соло и лесби сценах.
Есть татуировки: символ козерога на спине, изображение четырех маленьких бабочек на левом запястье.
По состоянию на 2019 год, она снялась в 554 порнофильмах.

## Премии и номинации
- 2006 номинация на AVN Award — Лучшая сцена лесбийского секса, видео — Girlvana[2]
- 2007 номинация на AVN Award — Лучшая сцена стриптиза — Intoxicated[3]
- 2007 номинация на AVN Award — Лучшая сцена мастурбации — Jesse Jane: All-American Girl[3]
- 2008 номинация на AVN Award — Лучшая сцена мастурбации — All Alone 2[4]
- 2011 номинация на AVN Award — Лучшая сцена группового лесбийского секса — The Big Lebowski: A XXX Parody[5]
- 2011 номинация на AVN Award — Лучшая сцена группового лесбийского секса — FemmeCore[5]
- 2011 номинация на AVN Award — Лучшая сцена лесбийского триолизма — Bonny & Clide[5]
- 2011 номинация на AVN Award — Лучшая сцена лесбийского триолизма — FemmeCore[5]
- 2012 номинация на AVN Award — Лучшая сцена секса девушка/девушка — Celeste (вместе с Кристиной Роуз)
- 2013 номинация на AVN Award — Лучшая актриса второго плана — Revenge of the Petites
- 2014 номинация на AVN Award — Лучшая сцена секса девушка/девушка — Asa Loves Girls (вместе с Асой Акирой)
- 2014 номинация на AVN Award — All-Girl Performer of the Year
- 2014 номинация на XBIZ Award — Girl/Girl Performer of the Year